# Euryzygomatomyini
Az Euryzygomatomyini az emlősök (Mammalia) osztályának a rágcsálók (Rodentia) rendjébe, ezen belül a tüskéspatkányfélék (Echimyidae) családjába tartozó nemzetség.
Az alábbi 3 nem szorosabb rokonságban áll egymással, mint az alcsalád többi nemével, emiatt az alcsaládon belül nemzetségbe foglalták őket.

## Rendszerezés
A nemzetségbe az alábbi 3 nem és 5 faj tartozik:
- Carterodon Waterhouse, 1848 - 1 faj
  - Carterodon sulcidens Lund, 1841
- Clyomys Thomas, 1916 - 2 faj
- Euryzygomatomys Goeldi, 1901 - 2 faj